# Herzog & de Meuron
Herzog & de Meuron ili Herzog & de Meuron Architekten (BSA/SIA/ETH) ili skr. HdM je slavna švicarska arhitektonska tvrtka sa sjedištem u Baselu koju su osnovali arhitekti Jacques Herzog (rođen 19. travnja 1950.) i Pierre de Meuron (rođen 8. svibnja 1950.), a koji su se upoznali tijekom studija na Švicarskom federalnom tehnološkom institutu (ETH) u Zürichu. Jacques Herzog i Pierre de Meuron su gostujući predavači na Postdiplomskom studiju dizajna Sveučilišta Harvard od 1994., te profesori na ETH Zürichu od 1999. god.
Tvrtka danas ima poslovnice u Londonu, Münchenu, Barceloni, San Franciscu i Tokyju, zapošljava preko 330 ljudi od kojih su pored partnera osnivača, partneri i arhitekti: Christine Binswanger, Harry Gugger (bivši), Robert Hösl, Ascan Mergenthaler i Stefan Marbach. God. 2006., časopis The New York Times ju je prozvao jednom od najcjenjenijih arhitetonskih tvrtki na svijetu
God. 2001., Herzog & de Meuron su osvojili Pritzkerovu nagradu, najprestižniju nagradu za arhitekturu na svijetu, kao prvo partnerstvo-dobitnik među arhitektima pojedincima. U pojašnjenju svoje odluke, članovi žirija su ih okarakterizirali riječima:
Rana djela tvrtke HdM su bila reduktivistička moderna arhitektura u skladu s minimalizmom Donalda Judda, kao što je njihova prva slavna velika građevina, Tate Modern u Londonu, koju su 200. god. izveli potpunom unutrašnim preuređenjem stare zgrade plinare koju su izvana potpuno sačuvali. 
Svojim posljednjim projektima kao što su Prada Tokyo, Zrada Forum u Barceloni i Nacionalni stadion u Pekingu (izgrađen za XXIX. Olimpijske igre – Peking 2008.), svjedoče o prilagodljivoj prirodi. U svojim težnjama su napredovali od purističkih jednostavnih formi do kompliciranijih i dinamičnijih oblika u čemu često citiraju konceptualnog umjetnika Josepha Beuysa, s kojim su se često savjetovali i surađivali.

### Odabrani projekti
- 1992. - Muzej kolekcije Goetz, München, Njemačka
- 1998. - Sjedište švicarskih željeznica SBB, Basel, Švicarska
- 2001. - St. Jakob-Park, Basel, Švicarska
- 2003. - Prada Aoyama Epicenter, Tokyo, Japan
- 2005. - Allianz Arena, München, Njemačka
- 2005. - Memorijalni muzej M. H. de Young, San Francisco, SAD
- 2005. - Walker Art Center, Minneapolis, Minnesota, SAD
- 2007. - Tenerife Espacio de las Artes, Santa Cruz de Tenerife, Španjolska
- 2008. - CaixaForum, Madrid, Španjolska
- 2009. - Filharmonijska dvorana na Labi, Hamburg, Njemačka (u izgradnji)
- 2012. - Privremeni paviljon Serpentinske galerije, London, UK

- Muzej kolekcije Goetz, München (1992.)
- Prada Aoyama Epicenter, Tokyo, (2003.)
- Walker Art Center, Minneapolis (2005.)
- Memorijalni muzej M. H. de Young, San Francisco (2005.)
- Filharmonijska dvorana Elbe, Hamburg (u izgradnji, 2015)

## Vanjske poveznice
- Herzog & de Meuron, službene stranice (engl.)
- Fotogalerija: Herzog & de Meuron
- Pritzkerova nagrada 2001.